# Tomave (gemeente)
Tomave is een gemeente (municipio) in de Boliviaanse provincie Antonio Quijarro in het departement Potosí. De gemeente telt naar schatting 16.040 inwoners (2018). De hoofdplaats is Tomave.

## Indeling
De gemeente bestaat uit de volgende kantons:
- Cantón Apacheta
- Cantón Calasaya
- Cantón Opoco
- Cantón San Francisco de Tarana
- Cantón Tacora
- Cantón Ticatica
- Cantón Tolapampa
- Cantón Tomave
- Cantón Ubina
- Cantón Viluyo
- Cantón Yura